# Thủ-lăng-nghiêm-tam-muội kinh
Thủ-lăng-nghiêm-tam-muội kinh (zh. shŏulèngyán sānmèi jīng 首楞嚴三昧經, ja. shuryōgon sanmaikyō, ko. surŭngŏm sammaegyŏng, sa. śūraṃgama-samādhi-sūtra) là một bộ kinh Đại thừa. Tên đầy đủ của kinh này là Phật nói Thủ Lăng Nghiêm Tam Muội Kinh. Thường hay có sự nhầm lẫn giữa kinh này với Thủ-lăng-nghiêm kinh (hay Lăng-nghiêm kinh), là một bộ kinh có nội dung hoàn toàn khác biệt với cốt lõi dựa trên Bạch Tản Cái Đà La Ni.

## Từ nguyên
"Thủ-lăng-nghiêm-tam-muội" là từ phiên âm từ śūraṃgamasamādhi trong tiếng Phạn. Hán dịch ý là Kiện tướng định (zh. 健相), Kiện hành định (zh. 健行), Dũng phục định (勇伏定), và Nhất thiết sự cánh định (一切事竟), chỉ một loại định (sa. samādhi) phá vỡ mọi phiền não.

## Nội dung
Bộ kinh này thuộc Phật giáo Đại thừa thời kì đầu, nội dung rất tương quan với kinh Duy-ma-cật sở thuyết (sa. vimalakīrti-nirdeśa-sūtra). Tam-muội có nghĩa là thiền định, là trạng thái của tâm tập trung chuyên nhất vào một điểm (nhất tâm, sa. cittaikāgratā). Trạng thái định được đề cập trong kinh này là Thủ-lăng-nghiêm. Gọi là Kiện hành (zh. 健行) vì bất kì ai đã có được đại định này thì dù ở trong bất kì hoàn cảnh nào cũng có phong cách của vị kiện tướng (sa. śūra), sẽ không gặp bất kì trở lực nào. Kinh này chắc thật có nguồn gốc từ Ấn Độ, nhưng nay chúng ta chỉ còn có vài bản tiếng Phạn không hoàn chỉnh: hai phần trích dẫn trong Tập Bồ Tát học luận (sa. śikṣāsamuccaya) của Tịch Thiên (sa. śāntideva) và một số trang bản thảo được khám phá ở miền Tây xứ Turkestan. Bản kinh hoàn chỉnh được lưu hành hiện nay nhờ hai bản dịch: một do Cưu-ma-la-thập dịch sang tiếng Hán có lẽ vào khoảng từ năm 402–409, và một bản dịch tiếng Tây Tạng vào khoảng đầu thế kỉ thứ 9 được xem là do sự hợp tác của học giả Ấn Độ Thích-ca Quang (sa. śākyaprabha) và các nhà chú giải Trung Hoa khác. Những bản dịch này nay đã thất lạc, chúng ta chỉ còn được biết đến tên kinh. E. Lamotte đã dịch sang tiếng Pháp năm 1965, và bản này đã được Boin-Webb dịch sang tiếng Anh năm 1998. Tên gọi đầy đủ là Phật thuyết Thủ-lăng-nghiêm-tam-muội kinh.